# Carton mousse

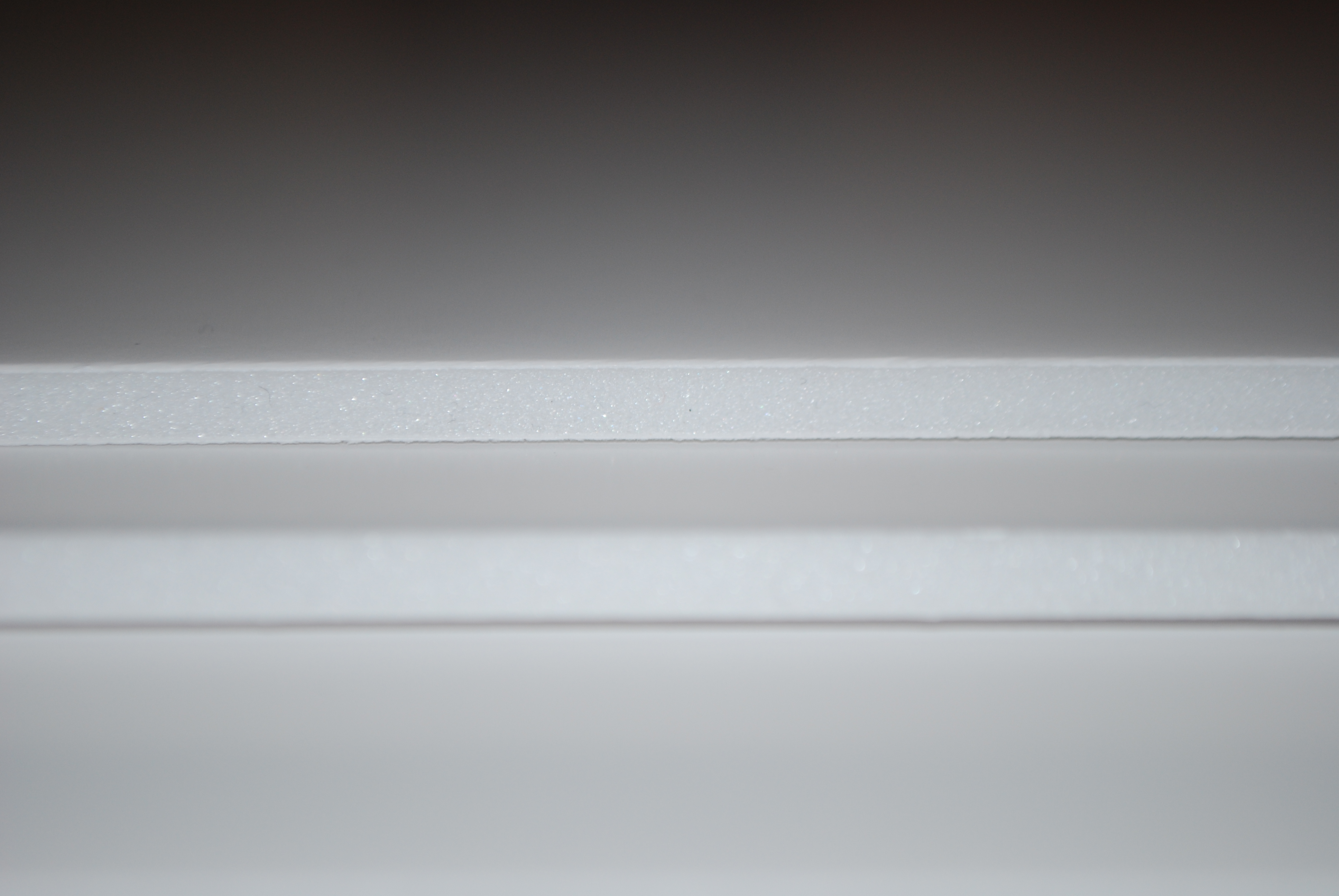
Panneau de carton mousse.

Le carton mousse, ou carton plume, est un matériau solide, très léger et facile à couper utilisé pour le support d'épreuves photographiques, ou encore pour la face arrière d'un tableau à encadrer. Ce matériau se compose de trois couches, une couche interne de mousse de polystyrène, ou encore de mousse de polyuréthane, revêtue à l'extérieur soit de papier couché blanc soit de papier kraft brun.  
Le carton mousse peut également être utilisé lors de la prise de vue pour servir de réflecteur photo économique, permettant de déboucher les ombres. 